# Фінал кубка Англії з футболу 1884
Фінал кубка Англії з футболу 1884 — 13-й фінал найстарішого футбольного кубка у світі. Учасниками фіналу були «Блекберн Роверз» і «Квінз Парк». Володарем кубкового трофею став «Блекберн Роверз».

## Шлях до фіналу
| «Блекберн Роверз»  | «Блекберн Роверз» | «Блекберн Роверз» | Раунд           | «Квінз Парк»       | «Квінз Парк» | «Квінз Парк» |
| ------------------ | ----------------- | ----------------- | --------------- | ------------------ | ------------ | ------------ |
| Суперник           | Результат         | Матчі             |                 | Суперник           | Результат    | Матчі        |
| «Саутпорт Централ» | 7—1               | 7—1               | Перший раунд    | «Кру Александра»   | 10—0         | 10—0         |
| «Саут Шор»         | 7—0               | 7—0               | Другий раунд    | «Манчестер»        | 15—0         | 15—0         |
| «Падігем»          | 3—0               | 3—0               | Третій раунд    | «Освестрі»         | 7—1          | 7—1          |
| «Стейвелі»         | 5—1               | 5—1               | Четвертий раунд | «Астон Вілла»      | 6—1          | 6—1          |
| «Аптон Парк»       | 3—0               | 3—0               | П'ятий раунд    | «Олд Вестмінстер»  | 1—0          | 1—0          |
| «Ноттс Каунті»     | 1—0               | 1—0               | 1/2 фіналу      | «Блекберн Олімпік» | 4—0          | 4—0          |

## Матч
| 29 березня 1884 |

| Блекберн Роверз    | 2:1      | Квінз Парк |
| ------------------ | -------- | ---------- |
| Совербаттс Форрест | Протокол | Крісті     |

| Кеннінгтон Овал, Лондон Глядачів: 12 000 Арбітр: Майор Френсіс Мариндін |

|  |  |

|    |  |                  |  |
|    |  |                  |  |
| В  |  | Гербі Артур      |  |
| З  |  | Джоу Беверлі     |  |
| З  |  | Фергус Сутер     |  |
| ПЗ |  | Джиммі Форрест   |  |
| ПЗ |  | Г'ю Макінтір (к) |  |
| Н  |  | Джиммі Браун     |  |
| Н  |  | Джон Харгрівз    |  |
| Н  |  | Джиммі Дуглас    |  |
| Н  |  | Джо Лофтгаус     |  |
| Н  |  | Джон Інгліс      |  |
| Н  |  | Джо Совербаттс   |  |

|    |  |                     |  |
|    |  |                     |  |
| В  |  | Джордж Гіллеспі     |  |
| З  |  | Волтер Арнотт       |  |
| З  |  | Джордж Макдональд   |  |
| ПЗ |  | Джон Гоу            |  |
| ПЗ |  | Чарльз Кемпбелл (к) |  |
| Н  |  | Девід Аллан         |  |
| Н  |  | Роберт Крісті       |  |
| Н  |  | Віллі Ватт          |  |
| Н  |  | Вільям Андерсон     |  |
| Н  |  | Джон Сміт           |  |
| Н  |  | Вільям Гарровер     |  |